# Jarkov (mammouth)
Pour les articles homonymes, voir Jarkov.
Jarkov (ou Zharkov) est le nom donné à un mammouth congelé découvert en Sibérie en 1997, d’après le nom du Dolgane qui l’a découvert.

## Sibérie, cimetière naturel des géants
Depuis plusieurs générations, les chasseurs dolganes font état de la présence d'ossements gigantesques et de défenses en ivoire répartis sur leur territoire. Cette région de Sibérie, en l'occurrence la presqu'île de Taïmyr située à plus de 70° de latitude nord, est en effet considérée comme l'un des plus grands cimetières du mammouth laineux (Mammuthus primigenius).
Ces découvertes passent la plupart du temps inaperçues, car les chasseurs ont pris l'habitude de vendre ou de troquer les défenses qui servent alors à fabriquer différents objets utilitaires, comme des pièces de sellerie ou des boucles de ceinture. La tradition orale de ces peuples nordiques explique la présence de ces bêtes géantes enterrées en présentant le mammouth comme un animal souterrain, qui parcourt le sous-sol dans d’immenses galeries, à la manière des taupes. À l’approche de la mort, celui-ci rechercherait à rejoindre l’air libre en creusant la terre de ses défenses, et mourrait de froid ou d’asphyxie, à demi enterré, ne parvenant jamais à s’extraire totalement du tunnel transformé en piège mortel.

## Une aventure scientifique exceptionnelle
Au printemps 1997, une famille de nomades dolganes - l'un des 26 petits peuples du grand nord russe - découvre au cours d'une campagne de chasse dans l'extrême nord de la Sibérie, à quelque 6 000 km de Moscou une paire de défenses de mammouth dépassant de 50 centimètres de la surface gelée du sol.
Le jeune chef de famille – un chasseur dénommé Kostia Zharkov, dont le nom va rapidement être attribué au géant congelé - a le réflexe d'en informer le responsable de la réserve nationale du Taïmyr, qui contacte alors l'association française « CERcles POLaires Expéditions » (Cerpolex).
À l'automne 1998, une première campagne de radiosondage est conduite sur le site de la découverte. Au lieu de tenter d'extraire le mammouth de sa gangue de terre et de glace, ce qui interdirait toute analyse scientifique rigoureuse, il est décidé que l’animal serait maintenu, afin de ne pas rompre la chaîne du froid, dans le bloc de pergélisol où il repose depuis plus de 20 000 ans. Un balisage va permettre de repérer avec le plus de précision possible le périmètre du bloc à détacher, afin de limiter au maximum la charge à transporter. La position du mammouth est rapidement décelée : Jarkov est mort debout, tombé dans une faille, sans doute victime de la rupture d'un pont de glace. Il a ensuite été recouvert d'une coulée de boue qui a rapidement gelé. Cette brusque congélation qui a suivi sa mort a permis sa conservation.
Début septembre 1999, l'expédition Mammuthus installe son camp de base en pleine toundra sibérienne à 250 km au nord-ouest de Xatanga. Après 5 semaines de travail au marteau piqueur, par -40 °C, un bloc de 3 × 2 × 2 m est dégagé du sol. Jarkov se trouve à l'intérieur.
Le 17 octobre 1999, le bloc de 23 tonnes est hélitreuillé par un hélicoptère russe Mi-26.

## Une longue étude
En octobre 2000, quelques parties du corps de l'animal ont été délicatement réchauffées pour réaliser un prélèvement de poils et de tissus intacts.
Aujourd'hui, Jarkov est conservé dans le village de Khatanga (kraï de Krasnoïarsk). Encore prisonnier du froid, il repose dans une cave aux parois de glace qui le conserve tout au long de l'année à une température constante de -15 °C et qui constitue un environnement idéal pour les scientifiques du monde entier qui viennent l'étudier.
Jarkov est mort à 47 ans, il y a 20 380 ans d'après les datations par le carbone 14. Il doit permettre de mieux connaître l'origine du mammouth laineux, son environnement, ses habitudes alimentaires, mais aussi les causes de son extinction.